# Бардия
Бардия (др.-перс. 𐎲𐎼𐎮𐎡𐎹, от прото-иранск.*bardz- «быть высоким»), именуемый греками Смердисом (др.-греч. Σμέρδις) — младший сын Кира Великого, назначенный им управлять Мидией, Арменией и кадусиями. По официальной версии персидской историографии (которую повторяет Геродот), он был убит по приказу старшего брата Камбиза перед отбытием последнего в Египет.
Грекам Бардия был известен под разными именами: Мардис, Смердис, Маруфий, Мерфис, Таниаксарк или Танаоксар. Последние два имени, как предполагают, являются эллинизированными формами персидского прозвища Бардии Tanu-vazrka, что означает «телом большой», то есть «богатырь», «силач».  
Опасаясь волнений, Камбиз держал его смерть в секрете, что позволило самозванцу-магу, чьё истинное имя было Гаумата, провозгласить себя царём (11 марта 522 года до н. э.), заручиться поддержкой недовольного Камбизом населения и править Персидской империей в течение семи месяцев. Достоверного об этом времени известно мало, за исключением указаний на то, что Бардия-Гаумата на три года упразднил налоги и военную повинность, перенёс столицу в Мидию и разрушил какие-то храмы.
Бардия-Гаумата был умерщвлён 29 сентября по наущению Дария I, взявшего бразды правления в свои руки, узаконившего свою власть путём брака с дочерью настоящего Смердиса и учредившего ежегодный праздник «избиения магов», во время которого «ни одному магу нельзя показаться на улице, и все они сидят дома» (Геродот). Вопрос о том, был ли Бардия самозванцем, остаётся открытым, так как единственным источником сведений античных историков, по-видимому, был сам Дарий и его Бехистунская надпись.
Сторонники традиционной версии основываются на том, что сам Камбиз перед смертью признался в братоубийстве и разоблачил самозванство Гауматы. Современные авторы, включая М. А. Дандамаева, не исключают ревизионистской версии, по которой Бардию убил сам Дарий, а никакого Гауматы не было. Гор Видал, среди прочих, предполагает, что история о самозванце была изобретена Дарием для оправдания захвата власти. Как бы то ни было, Гаумата не был последним лже-Бардией: ещё один самозванец был захвачен ратниками Дария через год после его прихода к власти.
Согласно греческому автору Полиэну, в Египте, воспользовавшись смутой после смерти Камбиса II, когда Бардия узурпировал власть, поднял восстание египетский князь Петубаст III, правивший в приблизительно 522—520 годах до н. э..

## Гипотезы
По одной из версий битву с кадусиями Бардия выиграл в одиночку, вызвав на поединок царя кадусиев. В конной схватке, на виду у двух войск, Бардия уверенно одержал верх, поразив своего соперника копьем. Кадусии прозвали его Таниоксарком, что на их языке означает «обладающий могучей силой». Маркварт полагал, что Таниоксарк" (так у Ктесия назван Бардия) является копией Кира Младшего.